# Gökhem Kållarsabäcken
Gökhem Kållarsabäcken este o arie protejată (arie specială de conservare — SAC, sit de importanță comunitară — SCI) din Suedia întinsă pe o suprafață de 5,7 ha, integral pe uscat.

## Localizare
Centrul sitului Gökhem Kållarsabäcken este situat la coordonatele 58°12′05″N 13°23′42″E / 58.2015°N 13.3951°E.

## Înființare
Situl Gökhem Kållarsabäcken a fost declarat sit de importanță comunitară în decembrie 1998 pentru a proteja un număr necunoscut de specii din flora spontană și fauna sălbatică aflate în arealul zonei. Situl a fost protejat și ca arie specială de conservare în martie 2011.

## Biodiversitate
Situată în ecoregiunea boreală, aria protejată conține 1 habitat natural: Păduri caducifoliate de mlaștină fino-scandinave.
La baza desemnării sitului se află un număr nedeclarat de specii protejate.